# Lastman
Lastman è una serie televisiva animata francese del 2016, creata da Jérémie Périn.
Basata sull'omonimo universo a fumetti, la serie viene trasmessa in Francia su France 4 dal 22 novembre 2016. Un adattamento italiano della serie viene pubblicato sul servizio in streaming TIMvision da dicembre 2017.
Una seconda stagione intitolata Lastman, l'onde de choc, formata da 6 episodi dalla durata di 45 minuti ciascuno, è stata pubblicata su France.tv Slash nel 2022.

## Trama
A Paxtown, una città tormentata da violenza e corruzione, il giovane Richard Aldana, un pugile dilettante senza lavoro, trascorre il suo tempo nel club di pugilato del suo amico e mentore Dave McKenzie. Un giorno si ritroverà a combattere contro una setta di fanatici che vogliono uccidere una ragazzina, Siri, tenuta nascosta dal padre Dave.

## Episodi
In Italia, la serie è divisa in due stagioni da 13 episodi ciascuna.
| Stagione         | Episodi | Prima TV Francia | Prima TV Italia |
| ---------------- | ------- | ---------------- | --------------- |
| Prima stagione   | 26      | 2016             | 2017            |
| Seconda stagione | 6       | 2022             | -               |

## Personaggi e doppiatori

### Personaggi principali
- Richard Aldana, voce originale di Martial Le Minoux, italiana di Gabriele Sabatini.
Il protagonista della serie. È alla ricerca di un lavoro e passa la maggior parte del tempo nel club di pugilato del suo amico Dave, che decanta invano di trovargli un lavoro. Nonostante sia alto, muscoloso e aggressivo è abbastanza pigro e secondo Dave, nonostante la loro differenza di età, potrebbe facilmente batterlo. Il rapimento del suo mentore lo trascinerà in storie oscure.
- Dave McKenzie, voce originale di Vincent Ropion, italiana di Fabrizio Russotto.
Il responsabile del club di pugilato che frequenta Richard. Secondo molti dei suoi studenti è una persona molto calma, ha un'alta rettitudine ed è un buon allenatore. Gestisce abbastanza bene il suo club e non esita mai ad alzare la voce in caso di conflitto e quando è necessario. È stato lui ad allenare Aldana, ma non gli ha mai permesso di superarlo nel pugilato. Nonostante la sua età è un pugile molto bravo. Ha dei buoni rapporti con Richard, nonostante le molte battute e la sua pigrizia. Si scopre avere una figlia, Siri, che tiene nascosta in casa.
- Siri, voce originale di Maëlys Ricordeau.
- Howard McKenzie, voce originale di Vincent Ropion.
- Rizel, voce originale di William Coryn.

### Personaggi ricorrenti
- Tomie Katana, voce originale di Cherami Leigh, italiana di Chiara Oliviero.
- Duke Diamonds, voce originale di Karim Tougui, italiana di Riccardo Petrozzi.
- Joufflu, voce originale di Bruno Méyère.
- Le Saint-Père, voce originale di Michel Elias.
- Harry Zenkova, voce originale di Damien Ferrette.
- Milo Zotis, voce originale di Jérémy Prevost.
- Tenente Monica Mendoza, voce originale di Monica Rial, italiana di Francesca Tardio.

### Personaggi secondari
- Steven, voce originale di Thierry Jahn, italiana di Alberto Franco.
- Karl, voce originale di Monsieur Poulpe, italiana di Giulio Pierotti.
- Jayce, voce originale di Stephane Ronchewski, italiana di Fabio Gervasi.
- Mec Junky, voce originale di Thierry Jahn, italiana di Gabriele Vender.
- Anabel Chang, voce originale di Celine Melloul, italiana di Sophia De Pietro.

## Accoglienza
La serie ha ricevuto recensioni generalmente positive. Durante la prima trasmissione in Francia, la serie ha raccolto in media dai 4.200.000 ai 250.000 spettatori a sera. La pubblicazione della serie su Netflix ha portato a raccogliere più di 700.000 visualizzazioni.